# Cabo Espichel
Cabo Espichel este o arie protejată (arie de protecție specială avifaunistică — SPA) din Portugalia întinsă pe o suprafață de 16.427,96 ha, integral pe uscat.

## Localizare
Centrul sitului Cabo Espichel este situat la coordonatele 38°23′38″N 9°13′40″W / 38.394°N 9.2278°V.

## Înființare
Situl Cabo Espichel a fost declarat arie de protecție specială avifaunistică în august 1999 pentru a proteja 51 de specii de animale.

## Biodiversitate
Situată în ecoregiunile marină Atlantică și mediteraneană, aria protejată conține 21 de habitate naturale: Recifuri, Vegetație anuală la limita mareei, Faleze cu vegetație de Limonium spp. endemic de pe coastele mediteraneene, Pășuni mediteraneene udate de apa mării (Juncetalia maritimi), Tufărișuri halo-nitrofile (Pegano-Salsoletea), Dune fixe decalcificate atlantice (Calluno-Ulicetea), Dune cu tufărișuri sclerofile Cisto-Lavenduletalia, Dune împădurite cu Pinus pinea și/sau Pinus pinaster, Râuri mediteraneene cu debit intermitent, cu specii de Paspalo-Agrostidion, Pajiști uscate europene, Matorral arborescenți cu Juniperus spp., Pajiști carstice calcaroase sau bazofile, de Alysso-Sedion albi, Pajiști uscate seminaturale și facies de acoperire cu tufișuri pe substraturi calcaroase (Festuco-Brometalia) (* situri importante pentru orhidee), Pseudostepă cu ierburi și specii anuale de Thero-Brachypodietea, Pante stâncoase calcaroase cu vegetație casmofită, Lespezi calcaroase, Peșteri inaccesibile publicului, Peșteri marine scufundate complet sau parțial, Păduri iberice de Quercus faginea și Quercus canariensis, Păduri de Olea și Ceratonia, Păduri endemice cu Juniperus spp..
La baza desemnării sitului se află mai multe specii protejate:
- păsări (50): lăcar-de-lac (Acrocephalus scirpaceus), ciocârlie-de-câmp (Alauda arvensis), pescăruș albastru (Alcedo atthis), fâsă de luncă (Anthus pratensis), lăstunul mare (Apus apus), Apus pallidus, buha (Bubo bubo), ciocârlie-cu-degete-scurte (Calandrella brachydactyla), Calidris alba, Calonectris diomedea, caprimulg (Caprimulgus europaeus), scatiu (Carduelis spinus), Catharacta skua, erete vânăt (Circus cyaneus), presură de grădină (Emberiza hortulana), șoim călător (Falco peregrinus), muscar negru (Ficedula hypoleuca), acvilă pitică (Hieraaetus pennatus), Hippolais polyglotta, rândunică (Hirundo rustica), Hydrobates pelagicus, pescăruș negricios (Larus fuscus), pescăruș-cu-cap-negru (Larus melanocephalus), Larus michahellis, pescăruș râzător (Larus ridibundus), ciocârlie de pădure (Lullula arborea), privighetoare (Luscinia megarhynchos), rață neagră (Melanitta nigra), sula bassana (Morus bassanus), muscar sur (Muscicapa striata), pietrar mediteranean (Oenanthe hispanica), pietrar sur (Oenanthe oenanthe), grangur (Oriolus oriolus), pitulice-fluierătoare (Phylloscopus trochilus), ploier auriu (Pluvialis apricaria), brumăriță de pădure (Prunella modularis), Ptyonoprogne rupestris, Puffinus puffinus mauretanicus, chiră mică (Sterna albifrons), chiră de baltă (Sterna hirundo), chiră de mare (Sterna sandvicensis), turturică (Streptopelia turtur), silvie de zăvoi (Sylvia borin), silvie de câmp (Sylvia communis), silvie de tufiș (Sylvia undata), Tachymarptis melba, sturzul viilor (Turdus iliacus), sturz-cântător (Turdus philomelos), pupăză (Upupa epops), nagâț (Vanellus vanellus)
- mamifere (1): liliac cu aripi lungi (Miniopterus schreibersii)

Pe lângă speciile protejate, pe teritoriul sitului au mai fost identificate 1 specie de mamifere, 1 specie de reptile.